# Biguélé
Biguélé, également orthtographié Biguellé ou Biguelé, est une localité située dans le département de Barsalogho de la province du Sanmatenga dans la région Centre-Nord au Burkina Faso.

## Géographie
Biguélé se trouve à 3 km au sud de Foubé, à 12 km au nord de Guiendbila, et à environ 50 km au nord-est de Barsalogho, le chef-lieu du département.

## Histoire
En 2019, une série d'attaques djihadistes – perpétrées notamment lors du massacre de Yirgou et de Gassékili – ayant fait trois morts à Biguélé en janvier, entrainent l'exode des villageois de Biguélé vers les camps de déplacés internes de Foubé mais également de Barsalogho,.

## Éducation et santé
Le centre de soins le plus proche de Biguélé est le centre de santé et de promotion sociale (CSPS) de Foubé tandis que le centre médical avec antenne chirurgicale (CMA) se trouve à Barsalogho et le centre hospitalier régional (CHR) à Kaya.
Biguélé possède une école primaire publique.